# Manik Talwani
Manik Talwani (* 22. August 1933 in Patiala; † 22. März 2023 in Auburndale, Massachusetts) war ein indisch-US-amerikanischer Geophysiker, der sich mit mariner Geophysik und Ozeanographie beschäftigte.

## Leben
Talwani studierte Physik an der University of Delhi (Bachelor 1951, Master-Abschluss 1953) und wurde 1959 an der Columbia University promoviert. Danach war er am Lamont-Doherty Earth Observatory der Columbia University, dessen Direktor er 1972 bis 1981 war. Außerdem war er 1970 bis 1982 Professor an der Columbia University. Ab 1981 war er Direktor des Center for Marine Crustal Studies der Gulf Research and Development Company und 1983 bis 1985 deren Chief Scientist. 1985 bis 1998 war er Direktor des Geotechnology Research Institute des Houston Advanced Research Center. 1985 bis 2006 war er außerdem Schlumberger Professor an der Rice University. Seit 2006 war er dort Professor Emeritus.
1965 erhielt er die erste Krishnan Medal der Indian Geophysical Union, 1967 die James B. Macelwane Medal, 1973 den Exceptional Scientific Achievement Award der NASA, 1981 den Maurice Ewing Award, 1984 den George P. Woollard Award und 2002 den Ludger Mintrop Award. 2009 erhielt er die Emil-Wiechert-Medaille und 1993 die Alfred Wegener Medal. 1981 wurde er Ehrendoktor der Universität Oslo und 2010 hielt er die Goldschmidt Lecture des Norwegian Geological Survey. Er war Mitglied der Norwegischen Akademie der Wissenschaften, der Russischen Akademie der Wissenschaften (1992), der American Geophysical Union, der Geological Society of India und der American Association for the Advancement of Science. 1973/74 war er Guggenheim Fellow.
Er war US-amerikanischer Staatsbürger.

## Werk
Talwani befasste sich mit Exploration von Ozeanbecken und Kontinentalschelfen, zum Beispiel im Raum Island-Grönland-Norwegen, einschließlich früher Arbeiten zur Geschichte des Nordatlantiks aus paläömagnetischen Daten mit Walter C. Pitman, Strukturen in den Ozeanböden an den Kontinentalrändern der USA (z. B. im Rahmen des EDGE Projekts, um tiefenseismisch untergeschobene Kontinentalplatten zu untersuchen) und denen von Indien.
Er befasste sich mit der Entwicklung und Verfeinerung mariner gravimetrischer Messungen. In den 1960er Jahren entwickelte er numerische Methoden, das Magnetfeld und Gravitationsfeld beliebig geformter Körper zu bestimmen.
Für das Apollo-Programm war er einer der Verantwortlichen für die Gravitationsmessungen auf dem Mond (Apollo 17), genauer das Traverse Gravimeter Experiment (TGE).
Er befasste sich auch mit mariner Geodäsie.

## Schriften
- Herausgeber mit Walter C. Pitman Island Arcs Deep Sea Trenches and Back Arc Basins,  Maurice Ewing Series, No. 1, American Geophysical Union, Washington D.C., 1977
- Herausgeber mit C.G. Harrison, D.E. Hayes Deep Drilling Results in the Atlantic Ocean: Ocean Crust, Maurice Ewing Series, No.2, American Geophysical Union, Washington D.C., 1979
- Herausgeber mit W.W. Hay, W.B.F. Ryan Deep Drilling Results in the Atlantic Ocean: Continental Margins and Paleoenvironment, Maurice Ewing Series, No. 3, American Geophysical Union, Washington D.C., 1979
- Herausgeber mit R. A. Scrutton The Ocean Floor, John Wiley and Sons, New York, 1982
- Herausgeber mit M. H. P. Bott, S. Saxov, J. Thiede Structure and Development of the Greenland Scotland Ridge: New Methods and Concepts, Plenum Press, New York, 1983
- Herausgeber mit E. Banda, M. Torne Rifted Ocean-Continent Boundaries,   NATO ASI Series 1994.
- Herausgeber mit W. Mohriak Atlantic Rifts and Continental Margins,  Geophysical Monograph 115, American Geophysical Union, Washington D.C., 2000